# قول على قول (كتاب)
قول على قول كتاب من تأليف الكاتب الأديب حسن سعيد الكرمي، إعلامي مع إذاعة راديو بي بي سي (عربي) البريطانية حتى استقالته عام 1968م، جمع فيه حلقات برامجه التي قدمها في الإذاعة على مدى 30 عاماً بعنوان «قول على قول». يضم الكتاب 12 مجلدا. والكتاب عبارة عن أسئلة كانت توجه للكاتب أثناء تقديمه للبرنامج من مختلف العالم العربي وغيرالعربي. وكان يجيب عن الأسئلة بأجوبة مفصلة ملتزماً بأسلوب الإمتاع والتسلية للمستمعين. وكان يستعرض أطرف ما يُروى عن شعراء العرب وأدبائهم وغيرهم، من شعر ونثر وكلام وحكم وأمثال ومواقف.

## محتوى الكتاب
جمع الكاتب، الأديب حسن الكرمي، محتوى الكتاب من حلقات برنامجه «قول على قول» الذي أذاعه أيام اشتغاله إعلاميا مع إذاعة بي بي سي العربية على مدى يربو على ثلاثين عاما. وقد ترك الأسئلة والأجوبة على ما هي عليه بدون تغيير كما أذيعت مع بعض الإضافات، حيث ذكر مع كل سؤال اسم السائل وبلده، وذلك من أجل إثبات صحة السؤال. وقد ذكر الكاتب في مقدمة الكتاب أنه لم يقصد بأجوبته في ذلك البرنامج أن تكون دراسة أدبية ولغوية مستقصاة، وإنما أرادها أن تكون من أجل الإمتاع والتسلية وسبيلا إلى معرفة شيء من الأدب العربي. ويضم الكتاب اثني عشر مجلدا.
قال المؤلف في مستهل الجزء الأول من الكتاب:
| قول على قول (كتاب) | "السؤال: من القائل وفي أية مناسبة: فألقت عصاها واستقر بها النوى *** كما قر عينا بالإياب المسافر محمود الأسمر الجواب: هذا البيت لراشد بن عبد الله السلمي؛ وكان رسول الله صلى الله عليه وسلم اسمتعمل أبا سفيان بن حرب على نجران وولاه الصلاة والحر، ووجه راشد بن عبدالله أميراً على القضاء والمظالم. ويقع هذا البيت من جملة أبيات قالها راشد بن عبدالله، وهي، كما رواها العقد الفريد: صحا القلب عن سلمى وأقصر شأوه *** وردت عليه ما نفته تُمَاضِر وحكمه شيب القذال عن الصبا *** وللشيب عن بعض الغواية زاجر فأقصر عن جهلي اليوم وارتد باطلي *** عن الجهل لما ابيض من الغدائر على أنه قد هاجه بعد صحوة *** به فرض ذي الآجام عيس بواكر ولما دنت من جانب الفرض أخصبت *** وحلت ولاقاها سليم وعامر وخبرها الركبان أن ليس بينها *** وبين قرى بصرى ونجران كافر فالقت عصاها واستقر بها النوى *** كما قر عينا بالغياب المسافر | قول على قول (كتاب) |